# ماروهاراترا
ماروهاراترا (به لاتین: Maroharatra) یک منطقهٔ مسکونی در ماداگاسکار است که در ایفانادیانا واقع شده‌است. ماروهاراترا ۱۰٬۰۰۰ نفر جمعیت دارد و ۵۵۹ متر بالاتر از سطح دریا واقع شده‌است.